# Asilo Bottelli
L'Asilo Bottelli è un edificio storico di Arona (NO) inaugurato nel 1854, un tempo adibito ad asilo infantile e scuola femminile. Dal 1995 non è più utilizzato come scuola dell'infanzia, vincolato perpetuamente a finalità educative ospita ora un centro diurno per diversamente abili e parte dei corsi della sezione locale di Unitre - Università della Terza Età.

## Storia
La necessità di dotare la città di Arona di un asilo infantile era da tempo sentita e venne espressa pubblicamente nel maggio del 1844 in occasione dell'inaugurazione del piroscafo Verbano II in un discorso tenuto dall'abate Botero, insegnante nelle scuole locali. Nel 1848 il canonico Luigi Boniforti rinnovò l'esortazione nel suo testo Carità verso la patria. 
L'impulso alla costruzione arrivò dal Cavalier Luigi Bottelli, già sindaco di Arona nei periodi 1832-1835 e 1839-1849, che nel 1850 decise di erigere un edificio destinandolo ad asilo infantile e scuola per fanciulle incaricando del progetto l'architetto Antonio Polli originario dell'Isola Bella. 
Luigi Bottelli era cugino per parte di madre ed esecutore testamentario delle sorelle Berrini che lasciarono un ingente patrimonio destinandolo all'educazione delle povere figlie d'Arona, già nel 1840 era stata fondata in quella che un tempo era la loro abitazione una scuola femminile che nel 1854 verrà trasferita nel piano superiore del nuovo fabbricato dell'Asilo.
L'atto di approvazione dell'asilo risale al 19 febbraio 1854 mentre l'inaugurazione avvenne con celebrazioni solenni il 31 maggio 1854, in quella occasione tenne un discorso il politico e letterato Achille Mauri, ottimo amico del Bottelli fin da quando fu suo ospite dopo la fuga da Milano a causa dell'Armistizio Salasco e più volte Deputato del Regno di Sardegna per il collegio di Arona.
Il ruolo di direttrice e maestra fu assegnato a due sorelle di Mondovì, Angela e Felicita Carlevaris, consigliate al presidente dell'asilo da Ferrante Aporti, all'epoca ispettore generale degli asili di Torino. 
Bottelli aveva mantenuto la proprietà di un locale e di due spazi nel seminterrato, nel tempo, con i vari passaggi di eredità vennero progressivamente ceduto prima la nuda proprietà e poi anche l'usufrutto dei locali, nel 1880, in occasione di una di queste cessioni venne aggiunto al nome "Asilo Infantile" il predicato "Bottelli". Il passaggio definitivo dell'intera proprietà all'istituzione avvenne nel 1893.

## L'edificio
La costruzione si affaccia su quella che un tempo era chiamata "strada regia del Sempione", le fondamenta sono situate nell'antico fossato delle mura borromee risalenti al XV secolo, le mura lambivano lo spigolo nord-est dell'edificio.
Le caratteristiche del progetto originario si evincono dai "Testimoniali di Stato del Caseggiato" redatti dall'ingegner Merzagora. La facciata era delimitata da due cancellate, quella settentrionale portava ad un cortiletto e alle cantine quella più a sud portava nel cortile retrostante l'edificio, in epoca attuale vi si trova lo spazio che separa l'edificio dell'asilo dall'edificio che lo affianca che ospita un salone comunale polifunzionale. 
La pianta è sostanzialmente quadrata, la facciata riprende le caratteristiche del neoclassicismo francese introdotto da Leopoldo Pollack, un evidente marcapiano ne caratterizza le linee orizzontali mentre otto lesene doricheggianti costituiscono le linee verticali della facciata. Gli stessi caratteri architettonici si ritrovano in ville sul lago della medesima epoca e nei progetti novaresi di Alessandro Antonelli.
Al piano inferiore due corridoi si incrociavano delimitando i locali, i due più grandi erano adibiti ad aula scolastica e refettorio. 
Al piano superiore si trovavano l'abitazione della direzione e le scuole femminili.
Nell'agosto del 1895 venne avviata la costruzione del nuovo refettorio chiamato salone Merzagora in onore di Paolo Merzagora, ingegnere ed ex-sindaco che aveva avviato il primo piano urbanistico di ampliamento e ammodernamento della città.

## L'asilo
Il primo anno di funzionamento l'asilo registra 135 bambini frequentanti, la maggioranza di questi non pagano la retta perché provenienti da famiglie povere. Nel tempo il numero di bambini cresce fino a 190 nel 1859. Il costo per bambino è pari a 5 centesimi al giorno per vitto combustibile e istruzione, i costi sono coperti dagli azionisti dell'ente, da rendite e donazioni e dalle rette (esigue) dei bambini paganti. 
Nel 1864 i bambini sono 226. Nel 1873 l'Asilo Bottelli diventa Opera Pia, tra i frequentanti tra il 1879 e il 1881 c'è anche Maurilio Fossati che diverrà arcivescovo di Torino e cardinale. Nei primi anni del XX secolo le spese cominciano a superare le entrate. Nel 1925 in seguito ad alcuni illeciti amministrativi viene licenziato tutto il personale e la gestione viene affidata alle suore della carità di Vercelli.
Nel 1943 il nome Asilo Infantile viene sostituito da Scuola Materna. Nel 1973 la scuola diviene statale e alle suore si affiancano insegnanti laiche. In seguito all'edificazione di strutture scolastiche più moderne le classi vengono trasferite e l'Asilo Bottelli cessa la sua funzione di scuola dell'infanzia nel 1995.